# Eduard Winkler (Botaniker)
Eduard Winkler (* 1799 in Leipzig, Königreich Sachsen; † 29. Dezember 1862 ebenda) war ein deutscher Botaniker. Winkler war Privatgelehrter und Lehrer der Botanik an mehreren öffentlichen Schulen in Leipzig. Sein offizielles botanisches Autorenkürzel lautet „Winkl.“ Er veröffentlichte sowohl Bücher als auch gemalte Bilder.

## Ehrungen
Nach ihm ist die Pflanzengattung Winkleria Rchb. aus der Familie der Raublattgewächse (Boraginaceae) benannt, heute ein Synonym von Mertensia.

## Werke (Auswahl)
- Sämmtliche Giftgewächse Deutschlands, naturgetreu dargestellt und allgemein faßlich beschrieben. 96 colorirte Tafeln. Vorrede Fr. Schwägrichen. Berlin, Selbstverlag, 1831. Bibliografische Daten: http://d-nb.info/206897960. Digitalisat.
- Sämmtliche Arzneigewächse Deutschlands, Leipzig 1831–34
- Handbuch der Gewächskunde zum Selbststudium oder Beschreibung sämmtlicher pharmaceutisch-medicinischer Gewächse, welche in die Pharmakopöen der grössern deutschen Staaten aufgenommen sind. Leipzig 1834. Digitalisierte Ausgabe der Universitäts- und Landesbibliothek Düsseldorf
- Die Arzneigewächse der homöopathischen Heilkunst, Leipzig 1834–35
- Abbildungen sämmtlicher Arzneigewächse Deutschlands, welche in die Pharmacopöen der grösern deutschen Staaten aufgenommen sind nach der Natur gezeichnet ; mit 192 Kupfern. Magazin f. Industrie u. Literatur, Leipzig 1835 Digitalisierte Ausgabe der Universitäts- und Landesbibliothek Düsseldorf
- Handbuch der medicinisch-pharmaceutischen Botanik, Leipzig 1850 Digitalisat
- Vollständiges Reallexikon der medicinisch-pharmaceutischen Naturgeschichte u. Rohwaarenkunde, Leipzig, 1838–42
- Getreue Abbildung aller in der Pharmacopoea Austriaca aufgenommenen officinellen Gewächse, Leipzig, 1843
- Pharmaceutische Waarenkunde oder Handatlas der Pharmacologie, enthaltend Abbildungen aller wichtigen pharmaceutischen Naturalien und Rohwaaren, nebst genauer Charakteristik und kurzer Beschreibung von Dr. Eduard Winkler. Leipzig, Verlag von Ernst Schäfer, 1849
- Der autodidactische Botaniker, Leipzig 1853